# Айкут, Серкан
Серкан Айкут (тур. Serkan Aykut, род. 24 февраля 1975, Анкара) — турецкий футболист, нападающий. Известен высокой результативностью и игрой за «Самсунспор» и «Галатасарай».

## Клубная карьера
Профессиональную карьеру начал в 1993 году за клуб «Самсунспор», в котором провёл семь сезонов, приняв участие в 201 матче чемпионата. Большинство времени, проведенного в составе команды из Самсуна, являлся основным игроком атакующего звена. В составе «Самсунспора» был одним из главных бомбардиров команды, имея среднюю результативность 0,55 гола за игру. В сезоне 1999/2000 Айкут отличился 30-ю голами и стал лучшим бомбардиром Турецкой Суперлиги.
В 2000 году лучшего бомбардира национального первенства пригласил в свои ряды «Галатасарай» за 5,9 миллиона долларов, который искал замену многолетнему лидеру своих атак Арифу Эрдему. Новичок была включён в заявку команды на победную игру Суперкубка УЕФА 2000 года, которую он провёл на скамейке запасных. В общей сложности отыграл за столичную команду два сезона, регулярно забивая, однако так и не став ключевым нападающим команды.
В 2002 году в «Галатасарай» вернулся Ариф Эрдем, и Айкут предпочёл продолжить карьеру, вернувшись в «Самсунспор», за который отыграл ещё семь сезонов и в 2009 году завершил карьеру футболиста.

## Карьера за сборную
Единственным матчем Айкута за национальную сборную Турции был товарищеский матч 12 февраля 1997 года против сборной Финляндии (1-1), заменив на 72-й минуте Арифа Эрдема.

## Достижения

### Клубные

#### «Галатасарай»
- Чемпион Турции: 2001/02
- Обладатель Суперкубка УЕФА: 2000

### Индивидуальные
- Лучший бомбардир чемпионата Турции: 1999/2000